# Unisław (gemeente)
De gemeente Unisław is een landgemeente in het Poolse woiwodschap Koejavië-Pommeren, in powiat Chełmiński.
De zetel van de gemeente is in Unisław.
Op 30 juni 2004 telde de gemeente 6754 inwoners.

## Oppervlakte gegevens
In 2002 bedroeg de totale oppervlakte van gemeente Unisław 72,45 km², waarvan:
- agrarisch gebied: 77%
- bossen: 9%

De gemeente beslaat 13,73% van de totale oppervlakte van de powiat.

## Demografie
Stand op 30 juni 2004:
| Omschrijving                   | Totaal | Totaal | Vrouwen | Vrouwen | Mannen | Mannen |
| ------------------------------ | ------ | ------ | ------- | ------- | ------ | ------ |
| eenheid                        | aantal | %      | aantal  | %       | aantal | %      |
| inwoners                       | 6754   | 100    | 3474    | 51,4    | 3280   | 48,6   |
| bevolkingsdichtheid (inw./km²) | 93,2   | 93,2   | 48      | 48      | 45,3   | 45,3   |

In 2002 bedroeg het gemiddelde inkomen per inwoner 1471,74 zł.

## Administratieve plaatsen (sołectwo)
Błoto, Bruki Unisławskie, Bruki Kokocka, Głażewo, Gołoty, Grzybno, Kokocko, Raciniewo, Stablewice, Unisław.

## Aangrenzende gemeenten
Chełmno, Dąbrowa Chełmińska, Kijewo Królewskie, Łubianka, Pruszcz, Zławieś Wielka